# Elysia christinae
Elysia christinae is een slakkensoort uit de familie van de Plakobranchidae. De wetenschappelijke naam van de soort werd voor het eerst geldig gepubliceerd in 2016 door Krug, Vendetti en
& Valdés.